# کاله موریوس
کاله موریوس (سوئدی: Kalle Moraeus؛ زادهٔ ۱۵ ژوئیهٔ ۱۹۶۳) موسیقی‌دان، بازیگر، خواننده-ترانه‌پرداز و مجری تلویزیون اهل سوئد است. وی از سال ۱۹۸۴ میلادی تاکنون مشغول فعالیت بوده‌است.

## آلبوم‌شناسی

### آلبوم‌های انفرادی
| سال  | آلبوم           | بالاترین رتبه | گواهینامه |
| سال  | آلبوم           | SWE           | گواهینامه |
| ---- | --------------- | ------------- | --------- |
| ۱۹۹۱ | کاله موریوس     | –             |           |
| ۲۰۱۰ | به‌طور حیرت‌انگیز | ۴             |           |
| ۲۰۱۳ | به خانه بازگرد  | ۳             |           |

### آلبوم‌های گلچین
| سال  | آلبوم        | بالاترین رتبه | گواهینامه |
| سال  | آلبوم        | SWE           | گواهینامه |
| ---- | ------------ | ------------- | --------- |
| ۲۰۱۴ | به‌نام بهترین | ۱۵            |           |